# Bastam
Bastam (del farsí: بسطام) es el lugar de una antigua ciudadela urartiana datada alrededor del siglo VII a. C., ubicada en lo que actualmente es el noroeste de Irán.